# فيلالبيلا
فيلالبيلا (بالإنجليزية: Villalbilla) هي بلدية ومدينة في منطقة الحكم الذاتي وتقع في منطقة مدريد في وسط إسبانيا. تبلغ مساحة هذه المدينة 34.6 (كم²)، ويبلغ عدد سكانها 7,546 نسمة حسب إحصاء سنة 2005 م.

## وصلات خارجية
- الموقع الرسمي نسخة محفوظة 27 نوفمبر 2020 على موقع واي باك مشين. (بالإسبانية)